# Klaus-Weber-Rücken
Der Klaus-Weber-Rücken ist ein felsiger Bergrücken im Gebirge Heimefrontfjella im ostantarktischen Königin-Maud-Land.
Der etwa 300 Meter lange, nordwest-südöstlich orientierte Rücken erhebt sich ca. 7 Kilometer südöstlich des Gebirgskamms Flisegga in der Tottanfjella nur wenige Meter über das Eisniveau.
Nachdem der Rücken, der einen der südlichsten geologischen Aufschlüsse der Heimefrontfjella darstellt, auf Luftbildern entdeckt wurde, die 1985/86 vom Bundesamt für Kartographie und Geodäsie aufgenommen worden waren, wurde er 1994 erstmals geologisch bearbeitet.
Auf Vorschlag des an der Universität Bergen tätigen Professors Joachim Jacobs wurde er nach dem deutschen Geologen Klaus Weber (1936–2010) benannt, der bis 2002 an der Universität Göttingen lehrte und 1985/86 und 1994 jeweils an einer Expedition in die Heimefrontfjella teilnahm.
Der Ständige Ausschuss für geographische Namen (StAGN) der deutschsprachigen Staaten billigte Jacobs’ Vorschlag am 28. April 2010, worauf er am 28. Mai vom deutschen Landesausschuss für das Scientific Committee on Antarctic Research (SCAR) und für das International Arctic Science Committee (ISAC) genehmigt und ans SCAR gemeldet wurde.